# Chi Mua đa hình
Chi Mua đa hình (danh pháp khoa học Allomorphia) là chi thực vật có hoa trong họ Mua.

## Các loài
- Allomorphia balansae Cogn.: Sắc tử Balansa.
- Allomorphia baviensis Guillaumin: Sắc tử Ba Vì.
- Allomorphia curtisii (King) Ridl.: Sắc tử Curtis.
- Allomorphia howellii (Jeffrey & W.W. Sm.) Diels
- Allomorphia setosa W. G. Craib: Sắc tử tơ.
- Allomorphia urophylla Diels: Sắc tử có đuôi.

## Chưa dung giải
Một vài loài chưa dung giải được, có ở Việt Nam như:
- Allomorphia arborescens: Đa hình cây.
- Allomorphia bracteata: Đa hình lá hoa.
- Allomorphia eupteroton: Đa hình có cánh.
- Allomorphia inaequata: Đa hình không bằng.
- Allomorphia parviflora: Đa hình lá nhỏ.
- Allomorphia sulcata: Đa hình sóng.

## Ảnh

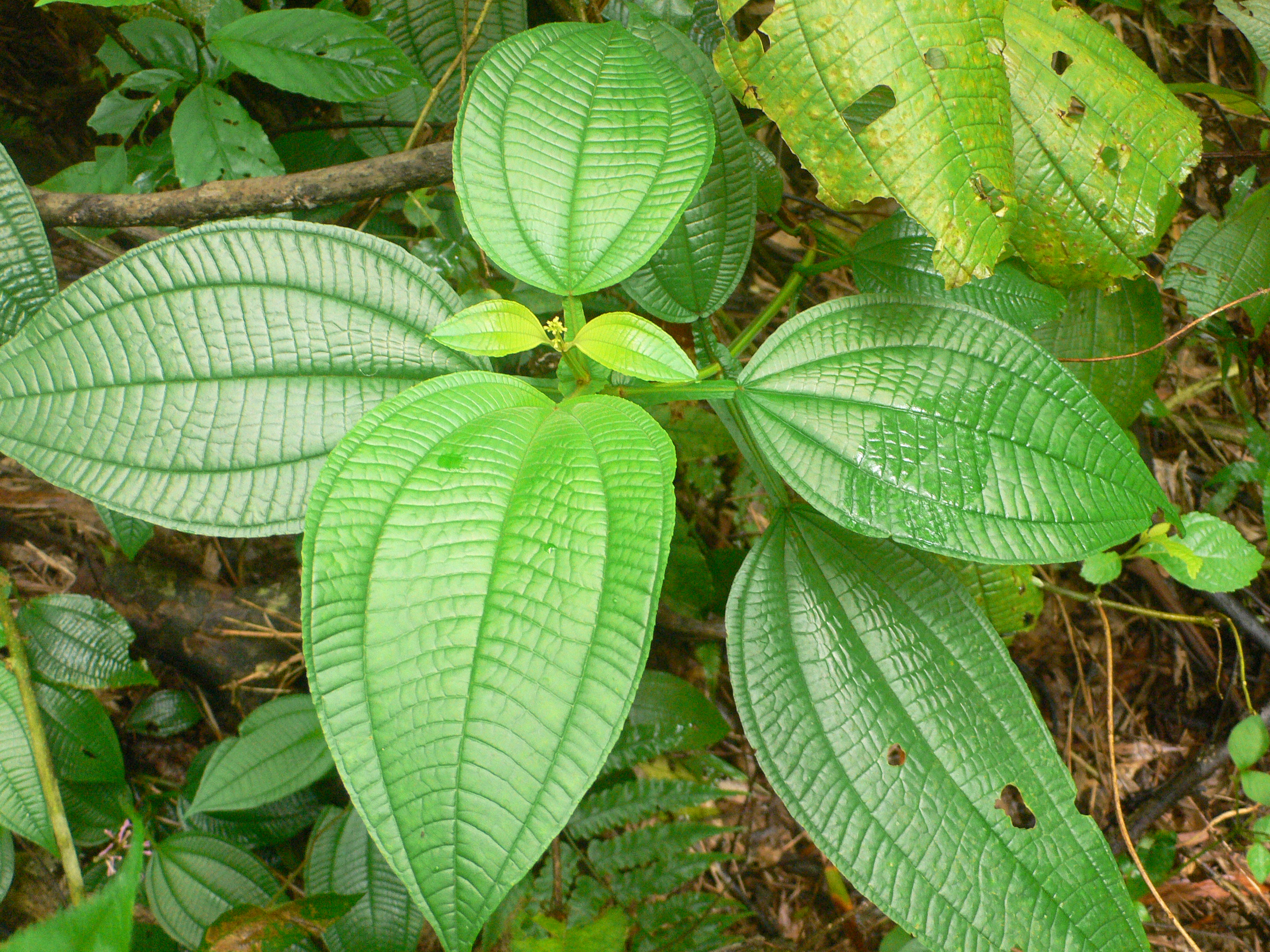
Lá Hoa mua đa hình có cánh dạng đơn mọc đối
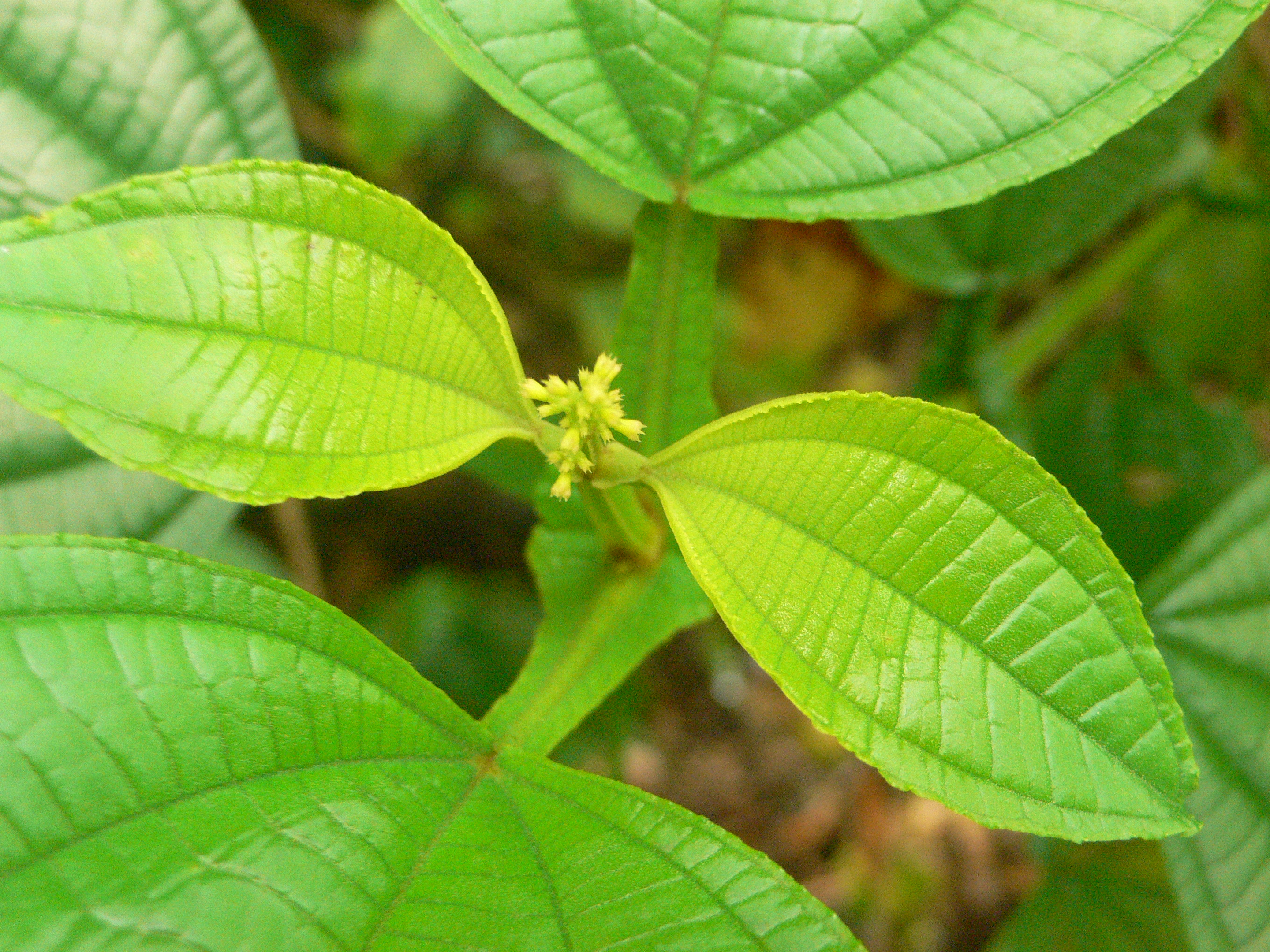
Ngọn non loài Mua đa hình có cánh
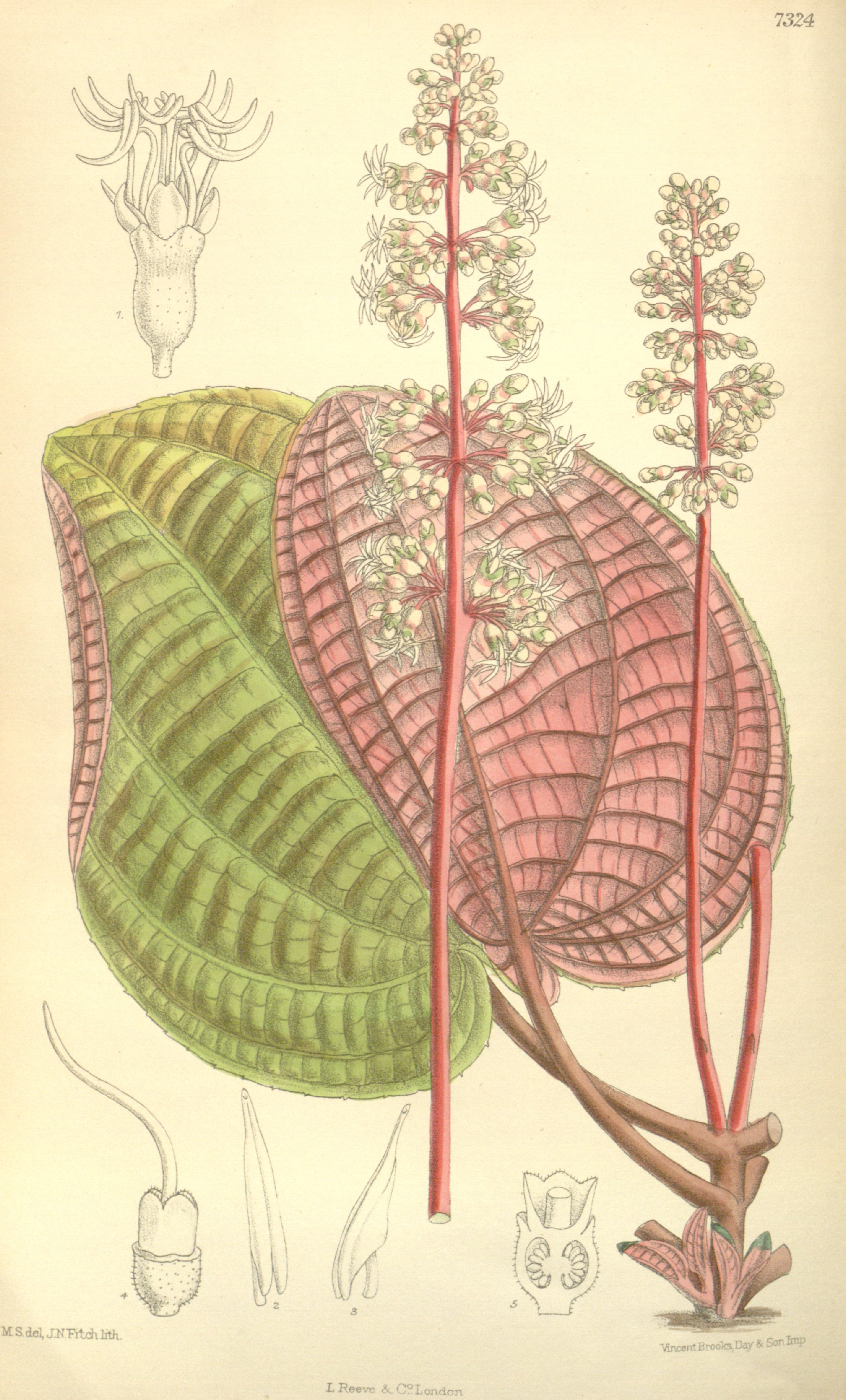